# Expo ’70
Die Weltausstellung Expo ’70 (japanisch 日本万国博覧会, nihon bankoku hakurankai bzw. 大阪万博, Ōsaka bampaku) fand vom 14. März bis 13. September 1970 in Suita im japanischen Osaka, einem Vorort von Osakas Hauptstadt Osaka statt. Sie war die erste Weltausstellung in Japan und die erste auf dem asiatischen Kontinent überhaupt.
Auf der Ausstellung präsentierten sich 77 Länder, innerhalb von sechs Monaten wurden 64.218.770 Besucher registriert. 1.040 Aussteller waren vertreten. Die Ausstellungsfläche betrug 330 Hektar. Damit war die Expo ’70 eine der größten und bestbesuchten Weltausstellungen jemals. Das Motto der Expo war Jinrui no Shimpo to Chōwa (人類の進歩と調和, dt. „Fortschritt und Harmonie für die Menschheit“).

## Geschichte
Schon zu Zeiten der ersten Weltausstellungen in der zweiten Hälfte des 19. Jahrhunderts gab es in Japan Ideen für eine Weltausstellung, deren Umsetzung aber am mangelnden Interesse des Auslands scheiterte. Auch im 20. Jahrhundert scheiterten mehrere Vorstöße: Die für 1912 geplante Weltausstellung musste aufgrund des Todes des Kaisers Meiji abgesagt werden, und danach verhinderte der Zweite Weltkrieg die Durchführung einer Weltausstellung in Japan.
Als 1966 das Bureau International des Expositions die Zustimmung für eine Weltausstellung in Japan erteilte, war dies für Japan die Gelegenheit, sich als dritte Wirtschaftsmacht hinter den beiden Supermächten den USA und der Sowjetunion zu präsentieren.
Multimedia war der große Trend an der Expo ’70: Projektionen von Filmen und Dias mit Tonuntermalung, Projektionen auf festen und bewegten Flächen, Rundum-Projektionen – Multimedia war allgegenwärtig.

## Architektur
Auf der Expo ’70 dominierten metabolistische Bauwerke der japanischen Architekten mit konstruktivistischen Tragestrukturen für hängende Bauwerke. Im Kontrast dazu stand der wuchtige sowjetische Pavillon: Mit 107 Metern war er nach dem Expo-Tower das zweithöchste Gebäude auf dem Expo-Gelände und symbolisierte eine sich entrollende rote Fahne. Der Pavillon der USA war eine Traglufthalle, in die von außen Luft unter eine dünne Kunststoff-Folie geblasen wurde.
Besonders bekannt aus dieser Zeit ist der deutsche Pavillon, der als Kugelauditorium die Beschallung der Zuhörer in der Äquatorialebene einer kugelförmigen azimutalen Anordnung von Hunderten von Lautsprechern ermöglichte. Dies war die erste wirklich dreidimensionale Wiedergabe von Musik. Das Konzept für den multimedialen Pavillon entstand in Zusammenarbeit von Karlheinz Stockhausen und Otto Piene.

## Nachnutzung
Fast alle Expo-Gebäude wurden nachher abgerissen, das Gelände wurde zum „Expo Gedächtnispark“ (万博記念公園, Bampaku kinen kōen) umgewandelt. Erhalten blieb das aus Anlass der Ausstellung gebaute Osaka Expo ’70 Stadion, in dem der japanische Profifußballklub Gamba Osaka spielt, und auch der „Turm der Sonne“ (太陽の塔, Taiyō no tō) von Tarō Okamoto. In den 1970er Jahren neu gebaut wurde das große Nationalmuseum für Ethnologie.

## Bildergalerie

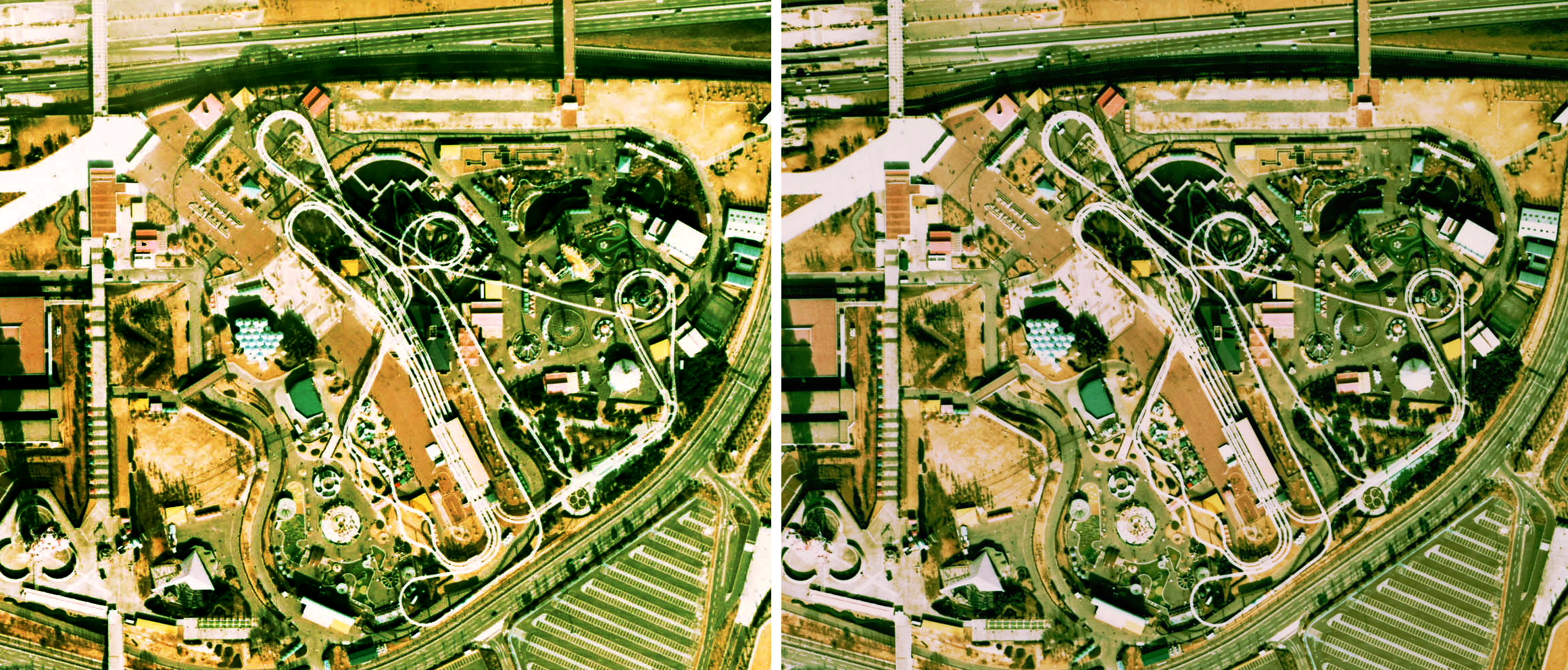
Luftbild des nahe gelegenen Expoland-Freizeitparks aus dem Jahr 1975
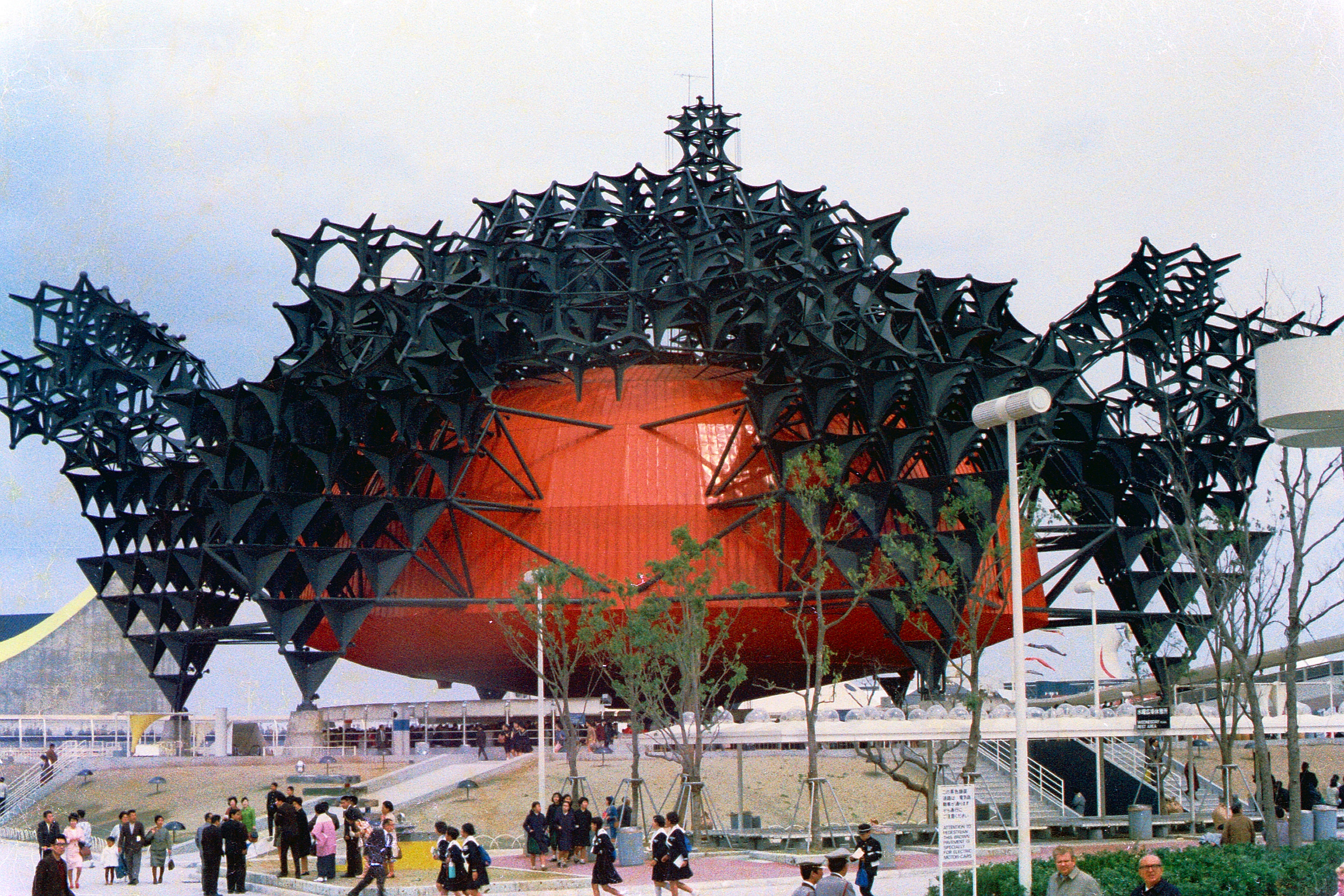
Toshiba-IHI Pavillon, Osaka Expo '70
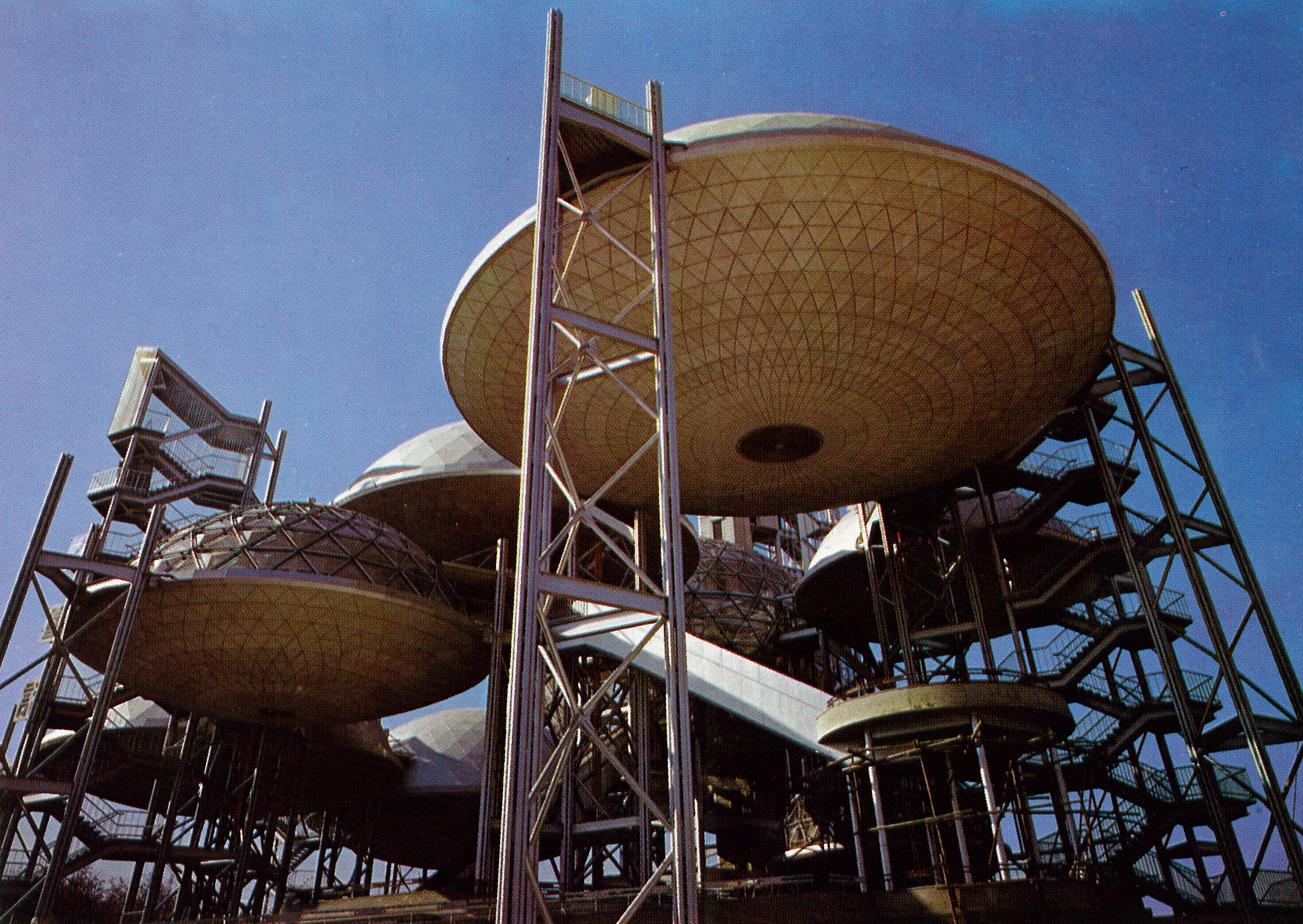
Japanischer Märchenpavillon, Osaka Expo '70
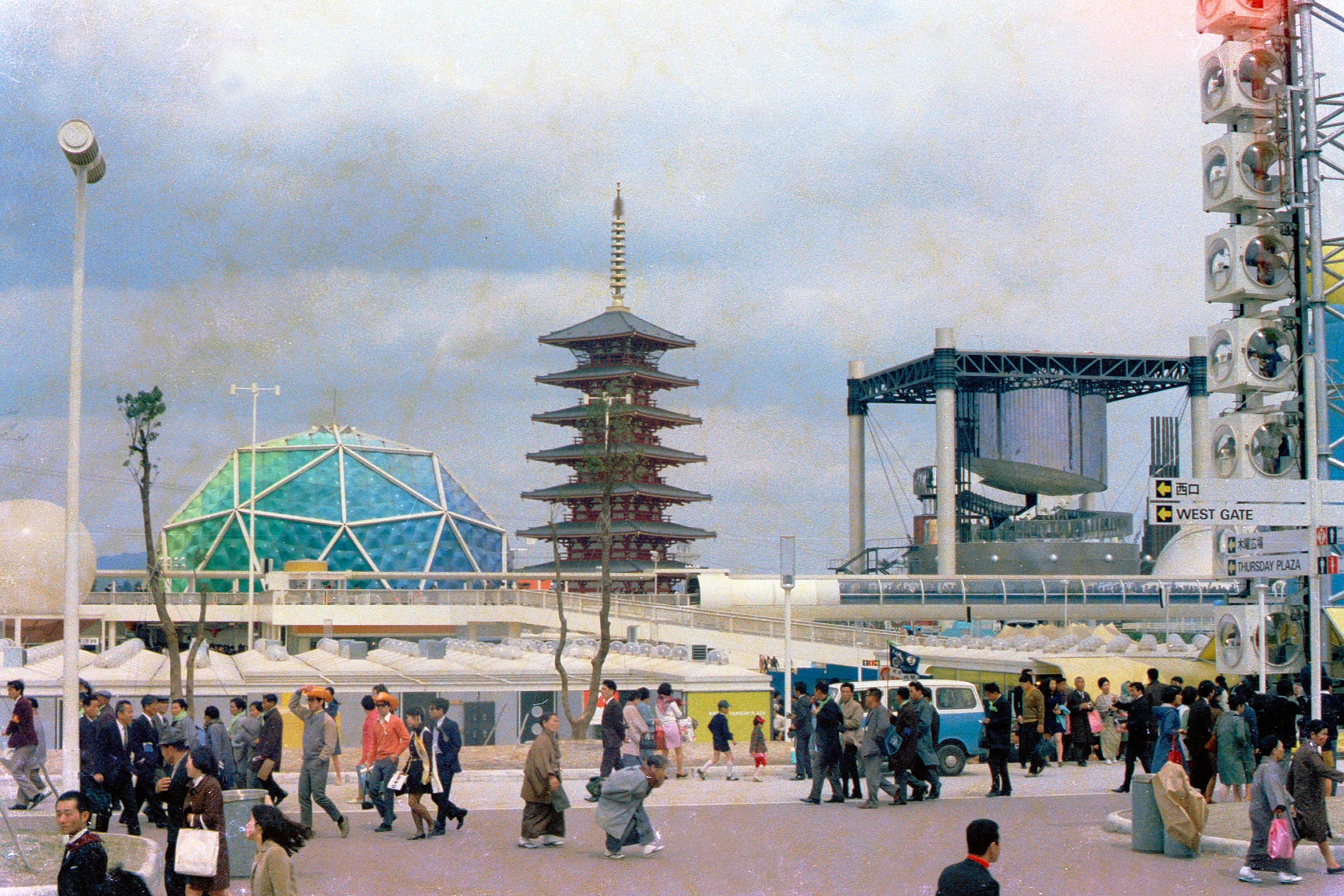
Furukawa Pavillon, Osaka Expo '70
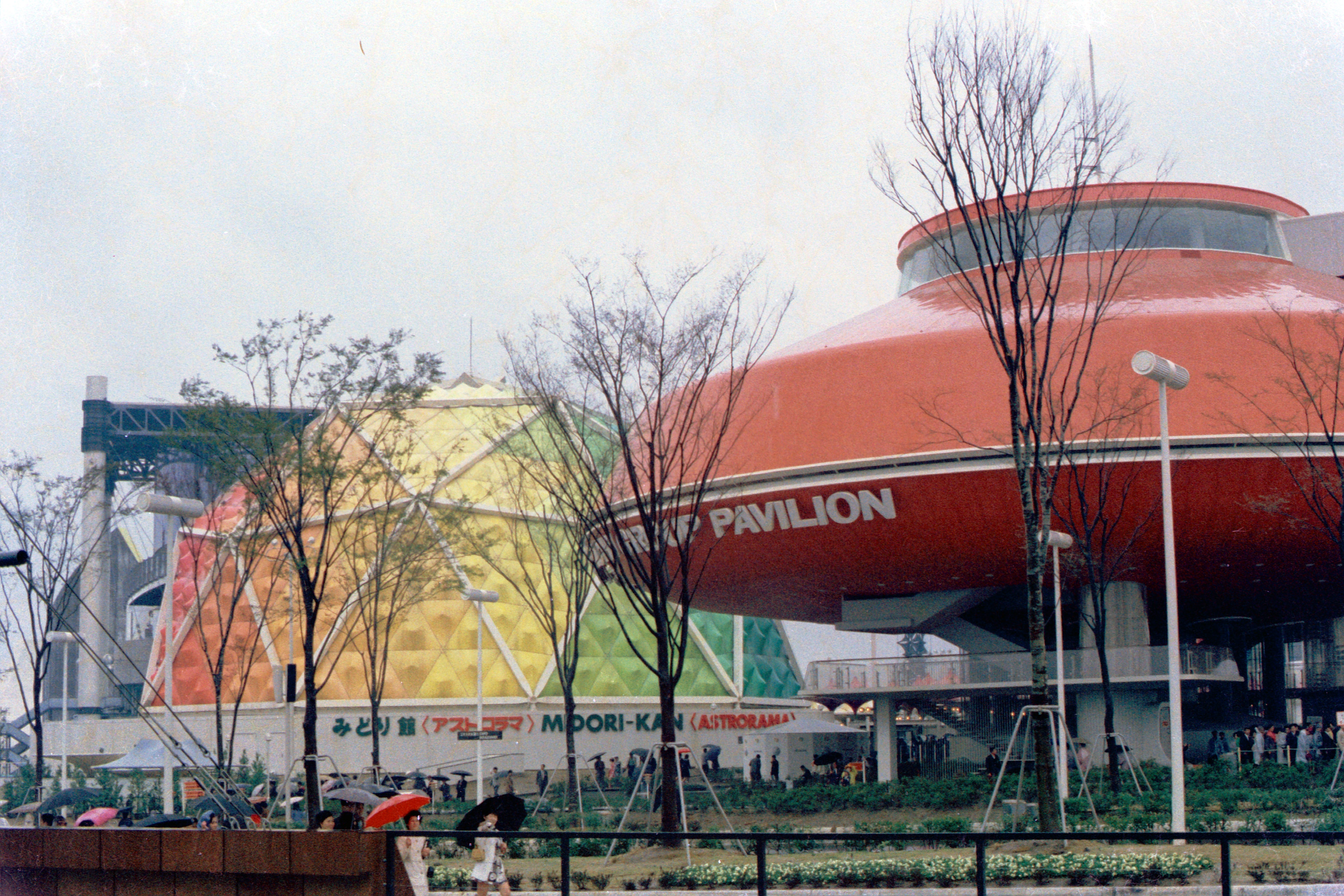
Hitachi Pavillon, Osaka Expo '70
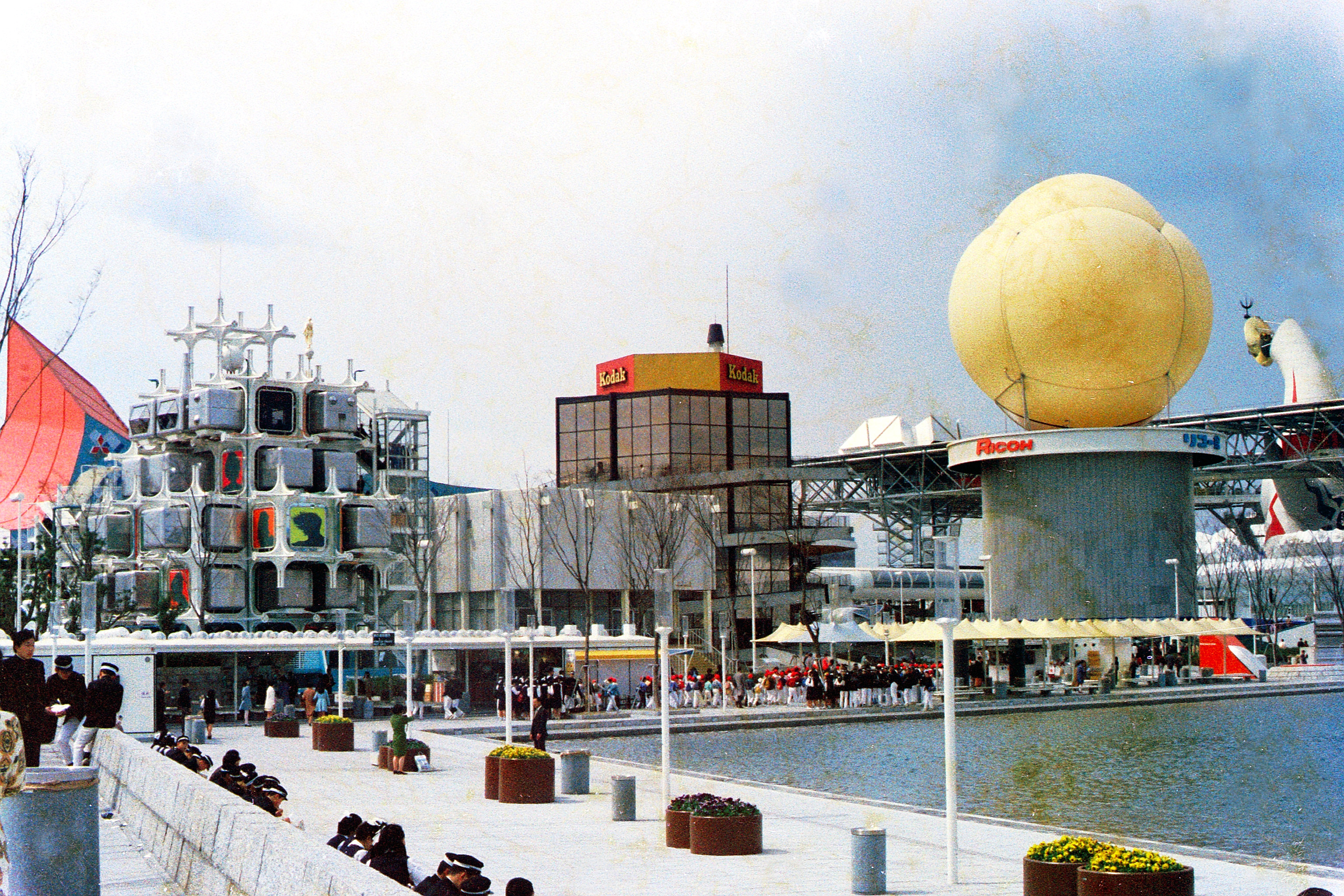
Kodak+Ricoh Pavillon, Osaka Expo '70
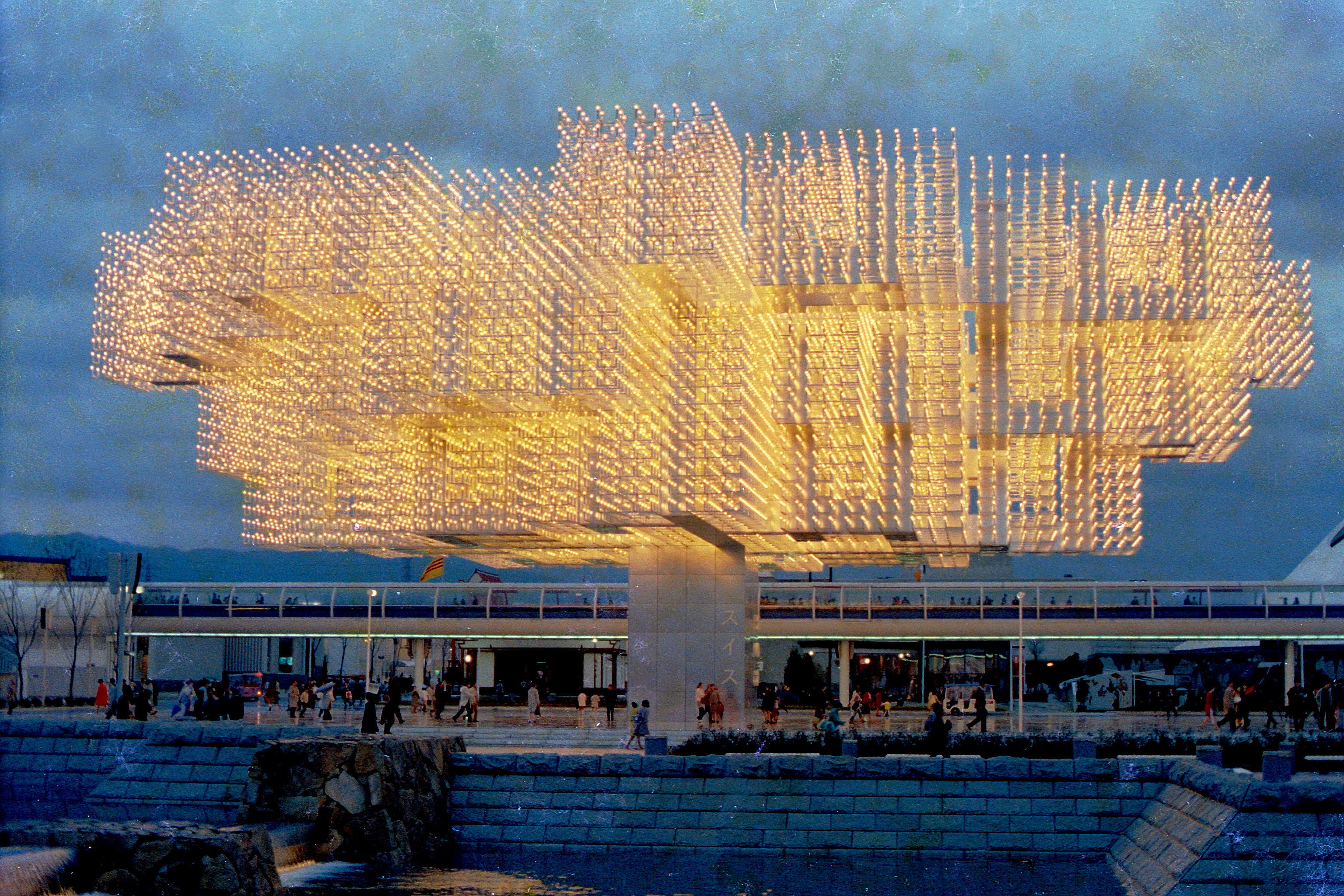
Schweizer Pavillon, Osaka Expo '70
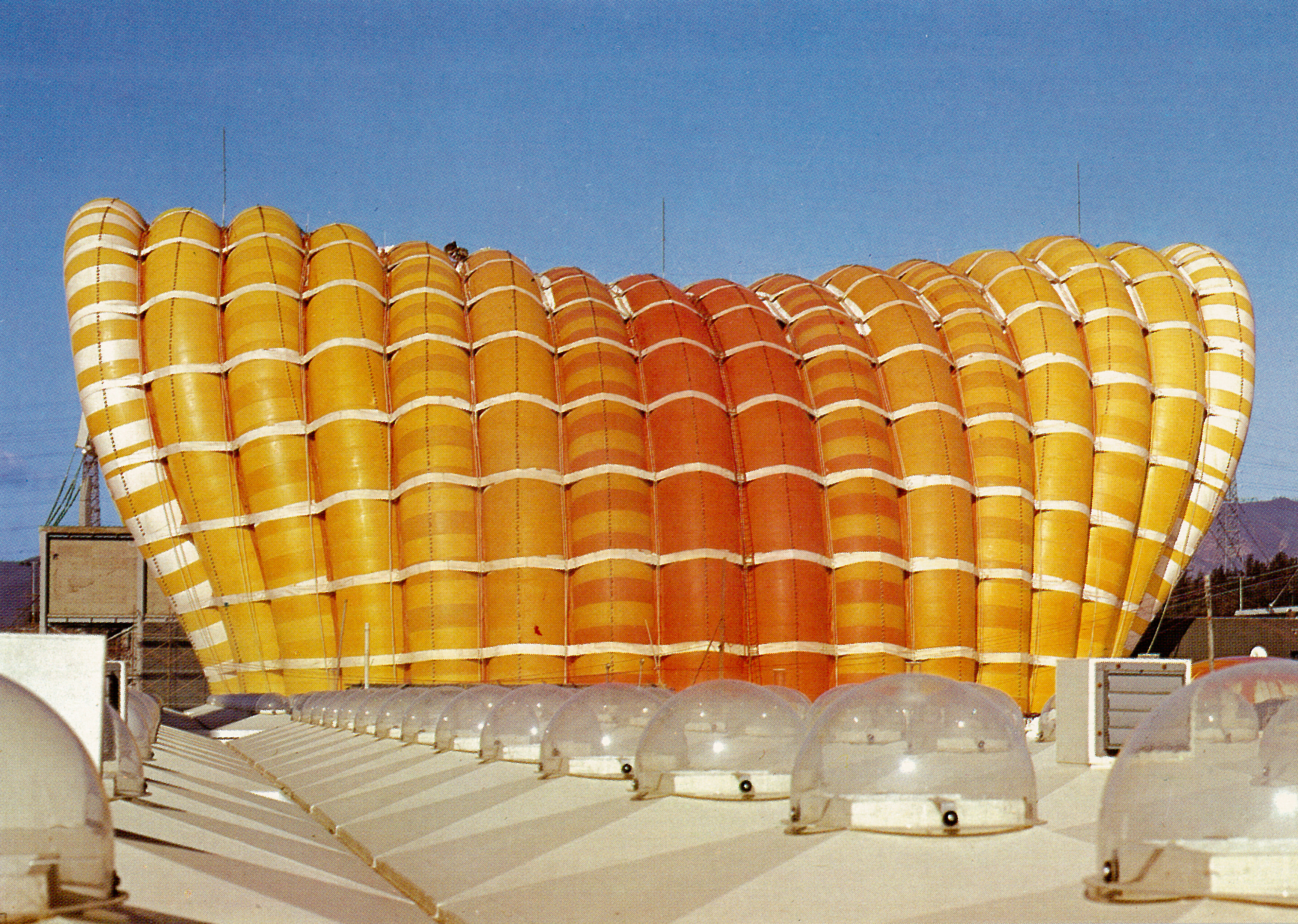
Fuji-Pavillon, Osaka Expo '70
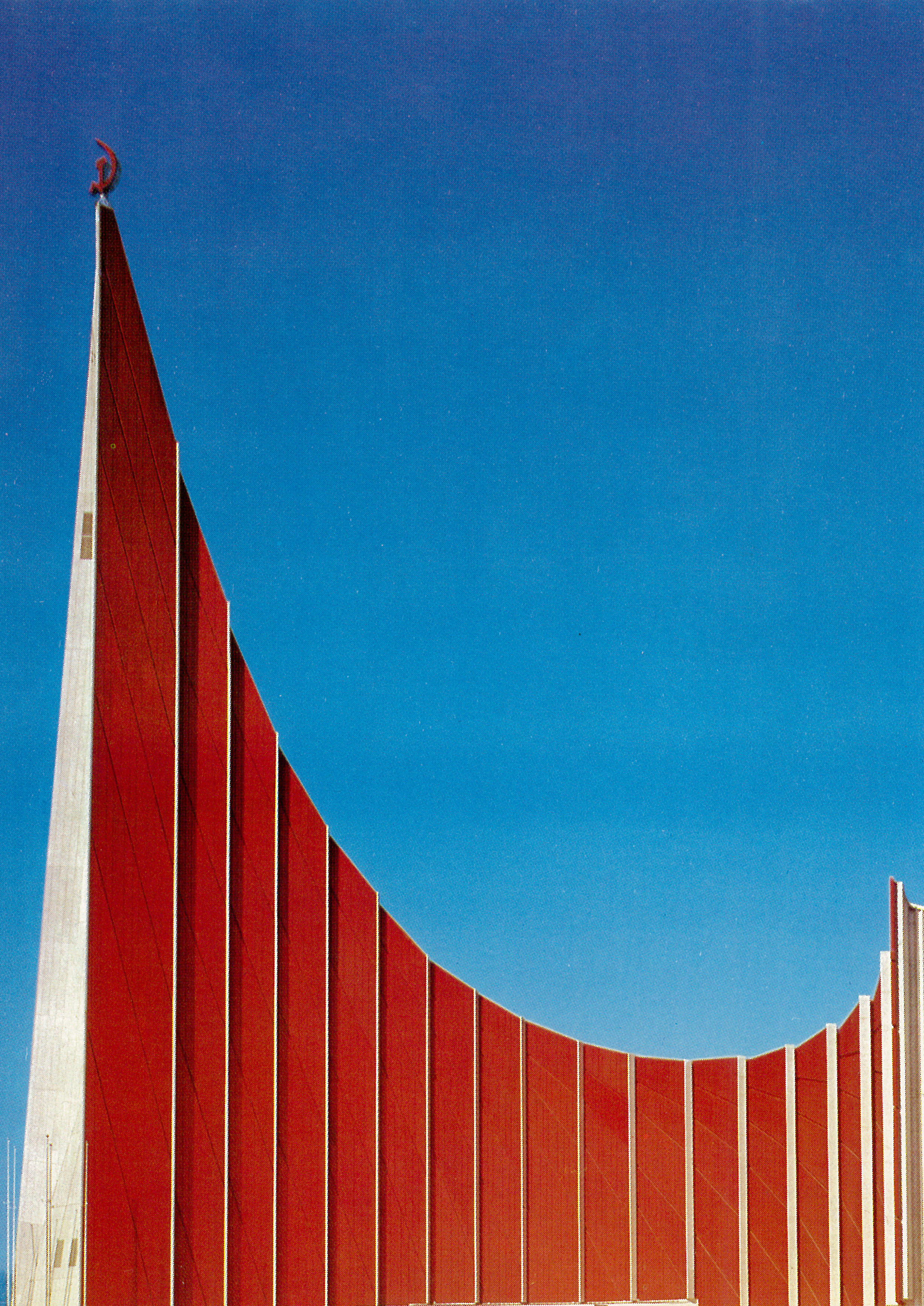
Sowjetischer Pavillon, Osaka Expo '70